# Крукувко
Крукувко (пол. Krukówko) — село в Польщі, у гміні Мроча Накельського повіту Куявсько-Поморського воєводства.
Населення — 203 особи (2011).
У 1975-1998 роках село належало до Бидгощського воєводства.

## Демографія
Демографічна структура станом на 31 березня 2011 року:
|          | Загалом | Допрацездатний вік | Працездатний вік | Постпрацездатний вік |
| -------- | ------- | ------------------ | ---------------- | -------------------- |
| Чоловіки | 111     | 25                 | 78               | 8                    |
| Жінки    | 92      | 21                 | 52               | 19                   |
| Разом    | 203     | 46                 | 130              | 27                   |